# Setge de Vicksburg
El  setge de Vicksburg  (del 25 de maig al 4 de juliol de 1863) va ser l'última acció militar de l'anomenada Campanya de Vicksburg durant la Guerra Civil Nord-americana.

## Antecedents
Després d'una sèrie de maniobres, el major general de la Unió, Ulysses S. Grant va aconseguir creuar el riu Mississipi i va obligar a l'exèrcit confederat del general John C. Pemberton a situar-se en posicions defensives al voltant de la ciutat fortificada de Vicksburg. Després de dos assalts infructuosos i que van ser rebutjats amb severes pèrdues, Grant va assetjar la ciutat des del 25 de maig fins a aconseguir la seva rendició el 4 de juliol de 1863, de manera que l'exèrcit federal va aconseguir tenir el control de tot el riu Mississipi.
Es veia a la ciutat de Vicksburg com essencial per mantenir unida a la Confederació. Per això la Confederació la va convertir en una fortalesa inexpugnable. Aquestes fortificacions estaven compostes de bateries d'artilleria a la vora del riu i un anell de fortes amb més de 170 canons, També la topografia era avantatjosa per a la defensa de la ciutat. Finalment la ciutat estava a 60 metres d'altura, el que facilitava encara més la defensa del lloc.

## El setge
Després de dos assalts frontals infructuosos, que van ocórrer el 19 i el 22 de maig i que van ser rebutjats amb severes pèrdues parteixi la Unió, Grant va decidir assetjar a la ciutat des del 25 de maig tenint una molt gran superioritat numèrica en relació als defensors. Per llavors havia aclarit la seva rereguarda amb la derrota de Johnston a Jackson i, amb l'arribada de nou fins al riu, Grant havia obert una via de subministraments capaç d'aprovisionar prou a les seves tropes per a un setge eficaç de la ciutat de Vicksburg.
Durant el setge, molts residents de Vicksburg vivien en coves per protegir-se dels bombardejos constants de la Unió contra la ciutat provinent tant per l'artilleria terrestre com per l'artilleria naval de la flota de la Unió, que bombardejava des del Mississipi. En aquest setge ells van ser gradualment reduïts a menjar cavalls i mules, i després gossos, gats i rates. La situació per als defensors de la ciutat també va empitjorar gradualment de la mateixa manera. Addicionalment els soldats estaven sent minvats per malalties causades per la manca de menjar.
Mentrestant els homes d'Ulysses S. Grant van cavar sistemàticament trinxeres per enfortir i estrènyer el setge. A més, va rebre reforços d'altres llocs per tapar qualsevol possibilitat de trencar el setge. Gràcies a això altres intents menors dels Confederats d'actuar contra el setge també van fracassar. El general Grant també va desenvolupar plans complexos per rebentar les defenses de Vicksburg amb detonacions subterrànies per després atacar-les amb les seves tropes, per si el setge es prolongués indefinidament.
Aquests plans més tard van resultar ser innecessaris. Sense possibilitat de rebre reforços i amb els aliments i subministraments gairebé acabats, el general Pemberton finalment va decidir rendir-se el 4 de juliol de 1863 juntament amb el seu exèrcit a Grant. Aquesta victòria va causar també la posterior rendició de Port Hudson cinc dies més tard més cap al sud, amb el que l'exèrcit federal va aconseguir obtenir el control de tot el riu Mississipi. Això va portar a la divisió del territori de la Confederació en dues parts.

## Conseqüències
Texas, Arkansas i Louisiana van quedar aïllats de la resta de la Confederació i el menyscapte va suposar també per la Confederació la pèrdua dels recursos ramaders i agrícoles dels dos primers. A més a la victòria en Vicksburg i la victòria en Gettysburg el dia anterior van marcar el principi de la fi de la guerra civil, mentre que Grant amb la seva victòria va incrementar la seva fama, el que el va convertir més tard en comandant en cap de les tropes de la Unió durant aquesta contesa.
La derrota va causar també que el 4 de juliol no se celebrés a Vicksburg durant 81 anys.